# Azinhal (Castromarín)
Azinhal es una freguesia portuguesa del municipio de Castromarín, con 67,96 km² de área y 692 habitantes (2001). Densidad: 10,2 hab/km².
- Datos: Q2358332
- Multimedia: Azinhal (Castro Marim) / Q2358332